# Susana Trimarco
Susana Trimarco (San Miguel de Tucumán, 25 de mayo de 1954) es una activista por los derechos humanos argentina, cuyos esfuerzos se dirigen a la trata de personas. Es la madre de María de los Ángeles Marita Verón, una joven tucumana secuestrada el 3 de abril de 2002 y obligada a prostituirse según el testimonio de testigos. Por la persistencia en la búsqueda de su hija fue premiada con diferentes distinciones nacionales e internacionales. En 2012, fue candidata al Premio Nobel de la Paz.

## Vida
Susana Trimarco contrajo matrimonio con Daniel Horacio Verón. Tuvo a su hija, María de los Ángeles Marita Verón, quien fue secuestrada en San Miguel de Tucumán el 3 de abril de 2002 y era madre de una niña de dos años llamada Sol Micaela Catalán. Marita se había dirigido a una consulta médica cuando, según un testigo, fue obligada a subir a un auto de color rojo. Se cree que fue obligada a ejercer la prostitución.
A partir de entonces, Susana empezó a recorrer prostíbulos vestida de prostituta tratando de encontrar a su hija Marita.
Su investigación permitió liberar a otras mujeres privadas de su libertad. Además de recibir amenazas, le dieron pistas falsas para desorientar su búsqueda.
El 19 de octubre de 2007 creó la Fundación María de los Ángeles con el objetivo de rescatar víctimas secuestradas para la trata de personas, la cual logró liberar a más de siete mil mujeres. Mientras busca incansablemente a su hija María de los Ángeles Verón (aun desaparecida). El 18 de junio de 2010 falleció su marido Daniel Verón.

Quiero a mi hija viva o muerta, aunque sea los huesos; no les tengo miedo a estos mafiosos.
Susana Trimarco, 16 de febrero de 2012.

## Premios y distinciones
Cabe destacar que Susana Trimarco, ha recibido más de una veintena de premios y distinciones, entre los que se destacan:
- 2004: Distinción Olga Márquez de Aredes en Memoria de las Luchas, por la Secretaria de Estado de Derechos Humanos de la Provincia de Tucumán.
- 2007: El Departamento de Estado Norteamericano,a cargo de la secretaria Condoleezza Rice, le entregó el Premio Internacional a las Mujeres de Coraje en la ciudad de Washington.[8]
- 2008: Premio Dignidad de la Asamblea Permanente de Derechos Humanos.
- 2009: Distinción de la presidenta Cristina Fernández de Kirchner «por su denodada lucha en contra de la trata de personas», entregada durante la Segunda Reunión de Autoridades Nacionales en Materia de Trata de Personas de la OEA.
- 2011: Mención de honor «Senador Domingo Faustino Sarmiento a las Mujeres Destacadas» del Senado de la Nación.
- 2012: Premio Defensor de los Derechos Humanos y la Libertad John Diefenbaker del Gobierno canadiense, como reconocimiento a aquellas personas que han demostrado un excepcional espíritu de coraje y de iniciativa en la defensa de la libertad y los derechos humanos, y por su lucha contra «el tráfico humano y la prostitución forzada».[9][10][11]
- 2013: Susana Trimarco fue distinguida como “Mujer de Impacto”, en el foro norteamericano organizado por la fundación "Women in the World", luego de exponer su lucha por la búsqueda incansable de su hija desaparecida y por el trabajo que lleva adelante contra la trata de personas. Recibiendo el apoyo de celebridades como: Angelina Jolie, Meryl Streep, Oprah Winfrey y la Ex Secretaria de estado estadounidense Hillary Clinton.
- 2013: recibió el título doctor honoris causa otorgado por la Universidad de Buenos Aires en reconocimiento por su lucha contra la trata de personas.
- 2013: Premio Rodolfo Walsh otorgado por la Facultad de Periodismo y Comunicación Social de la Universidad Nacional de La Plata.
- 2015: recibió el título doctor honoris causa otorgado por la Universidad de Río Cuarto en reconocimiento por su lucha contra la trata de personas.

## Caso Marita Verón
El 11 de diciembre de 2012 fueron absueltos todos los imputados en el caso Marita Verón.
La causa llegó finalmente a la Corte Suprema de Justicia de Tucumán, en diciembre de 2013 se expidió revocando el fallo absolutorio y condenando a todos los imputados.

## Fundación y labor social
A partir de ello Trimarco fue la principal impulsora de la investigación, logró que se rescataran más de 20 mujeres víctimas de la trata en pocos meses. También creó la Fundación María de los Ángeles que busca, rescata y ayuda a víctimas de la trata en mientras realiza la búsqueda de Marita. Gracias a sus gestiones la cámara de diputados deroga la ley 26.364 sobre trata de personas la ampliada por la Ley Nacional 26.842. La nueva ley eliminó el consentimiento de la víctima como elemento exculpable y ampliaba las condenas en caso de trata. Gracias a sus gestiones, el gobierno lanzó el 19 de julio de 2011 un número telefónico gratuito de denuncia que funciona todo el año y las 24 horas del día, el número 145, dependiente de la Oficina de Rescate y Acompañamiento a las Personas Damnificadas por el Delito de Trata. Esta línea no solo sirve para la denuncia sobre casos de trata de personas y de menores, sino también para denunciar a medios y portales de Internet que publiciten la oferta sexual. Es una línea directa y la denuncia puede realizarse de forma anónima.
En agosto de 2008 el gobierno nacional creó la Oficina de Rescate y Acompañamiento a Personas Damnificadas por el Delito de Trata de Personas, dependiente de la Secretaría de Justicia del Ministerio de Justicia y Derechos Humanos de la Nación. De la misma forman parte las fuerzas de seguridad, profesionales en psicología, abogacía y trabajo social. Que acompañan a la víctima desde su rescate o su escape del lugar de explotación e investigación del delito de trata, y más tarde brindando acompañamiento y asistencia judicial hasta el momento de la declaración testimonial. Las víctimas tienen asistencia psicológica, médica y jurídica. Luego las víctimas “prestan testimonio en condiciones especiales de protección y cuidado”, pudiendo este ser a través de una cámara de Gesell. En junio de 2008, siendo ministro de Justicia, Seguridad y Derechos Humanos Aníbal Fernández se creó las unidades específicas en las Fuerzas de Seguridad Nacionales, a los fines de ejercer las acciones tendientes a la prevención e investigación del delito de trata de personas, y se creó asimismo un equipo interdisciplinario integrado por psicólogos, abogados y asistentes sociales, que desde un principio es coordinado por la licenciada Zaida Gatti, que actuarán en conjunto con las Fuerzas de Seguridad.
En agosto de 2008 creó la Oficina de Rescate y Acompañamiento a las personas damnificadas por el Delito de Trata.
En 2013 la Agencia Federal de Inteligencia, a cargo del ministro Oscar Parrilli el Ministerio de Justicia y la fundación de Susana Trimarco coordinaron acciones contra el crimen organizado y la trata con fines sexuales y laborales. En 2013 El director general de la Agencia Federal de Inteligencia (AFI), Oscar Parrilli, y el ministro de Justicia y Derechos Humanos, Julio Alak, anunciaron que el organismo de Inteligencia se pondrá por primera vez al servicio de la lucha contra la trata de personas en todas sus formas y el crimen organizado.